# Fire in the Belly
Fire in the Belly is de negentiende aflevering van het tweede seizoen van de televisieserie ER, die voor het eerst werd uitgezonden op 25 april 1996.

## Verhaal
Het valt Hathaway op dat het gedrag van Shep in negatieve zin aan het veranderen is, zo valt hij uit tegen een patiënt die Hathaway beledigt en daarna tegen een voetganger.
Dr. Weaver heeft een televisiebedrijf ingehuurd dat de procedures filmt van het personeel, zodat later teruggekeken kan worden op eventuele verbeterpunten. Dr. Greene heeft een vrij persoonlijk gesprek met Dr. Ross, en zonder het in de gaten te hebben wordt dit ook gefilmd. 
Carter is in een competitie geraakt met een collega-student, Dale Edson. Dat Edson vroeger een relatie heeft gehad met Harper helpt niet echt in hun vriendschap. Carter probeert op een slinkse manier meer werk te krijgen in de operatiekamer, dit kost hem de relatie met Harper.
Dr. Lewis beseft dat Chloe haar leven echt heeft verbeterd, en besluit haar gevecht tegen haar op te geven.
Dr. Benton komt tot de ontdekking dat hij gemeden wordt door zijn collega-chirurgen, door zijn actie tegen Dr. Ross. Hierdoor besluit hij Dr. Vucelich officieel aan te klagen voor fraude.

## Rolverdeling

### Hoofdrol
- Anthony Edwards - Dr. Mark Greene
- George Clooney - Dr. Doug Ross
- Eriq La Salle - Dr. Peter Benton
- Sherry Stringfield - Dr. Susan Lewis
- Kathleen Wilhoite - Chloe Lewis
- Laura Innes - Dr. Kerry Weaver
- Richard Minchenberg - Dr. P.K. Simon
- CCH Pounder - Dr. Angela Hicks
- Matthew Glave - Dr. Dale Edson
- Noah Wyle - John Carter
- Christine Elise - Harper Tracy
- Gloria Reuben - Jeanie Boulet
- Julianna Margulies - verpleegster Carol Hathaway
- Yvette Freeman - verpleegster Haleh Adams
- Laura Cerón - verpleegster Chuny Marquez
- Deezer D - verpleger Malik McGrath
- Suzanne Carney - OK-verpleegster Janet
- Abraham Benrubi - Jerry Markovic
- Ron Eldard - ambulancemedewerker Ray 'Shep' Shepard
- Scott Michael Campbell - ambulancemedewerker Riley Brown
- Emily Wagner - ambulancemedewerker Doris Pickman
- Lyn Alicia Henderson - ambulancemedewerker Pamela Olbes

### Gastrol
- Marg Helgenberger - Karen Hines
- Bibi Besch - Ethel Garvey
- Joanna Gleason - Iris
- Michael C. Mahon - Joe, de vriend van Chloe
- Claudette Nevins - rechter
- Paul Dooley - Henry Lewis
- Tony Perez - Mr. Mendoza
- Maggie Palomo - Mrs. Mendoza
- Perry Anzilotti - Perry

en vele andere